# Russograptis callopista
Russograptis callopista är en fjärilsart som beskrevs av John Hartley Durrant 1913. Russograptis callopista ingår i släktet Russograptis och familjen vecklare. Inga underarter finns listade i Catalogue of Life.